# كوليت مان
كوليت مان (بالإنجليزية: Colette Mann)‏ هي كاتِبة وممثلة أسترالية، ولدت في 1950 في ملبورن في أستراليا.

## أعمال

### مسلسلات
- جيران

## وصلات خارجية
- كوليت مان على موقع IMDb (الإنجليزية)
- كوليت مان على موقع قاعدة بيانات الفيلم (الإنجليزية)